# Трунов, Павел Яковлевич
Павел Яковлевич Трунов (20 июня 1922, Белые Берега — 14 декабря 2002, Краматорск) — командир батареи 283-го отдельного миномётного полка 5-й армии 3-го Белорусского фронта, старший лейтенант. Герой Советского Союза.

## Биография
Родился 20 июня 1922 года в деревне Белые Берега (ныне Конышёвского района Курской области). С 1934 года жил в городе Краматорске. По окончании школы № 12 работал на Новокраматорском машиностроительном заводе. Заочно окончил 2 курса Донецкого индустриального института.
В Красной Армии с 1941 года. В июле 1941 года направлен в артиллерийское училище. Участник Великой Отечественной войны с ноября 1942 года. Принимал участие в битве под Сталинградом, сражался на Орловско-Курской дуге, форсировал Днепр и освобождал столицу Украины — город Киев.
Командир батареи 283-го отдельного миномётного полка старший лейтенант Павел Трунов с передовыми стрелковыми подразделениями 15 июля 1944 года форсировал реку Неман и захватил плацдарм, а затем принимал участие в отражении вражеских контратак. Было подбито 2 фашистских танка, уничтожено большое количество живой силы противника.
Указом Президиума Верховного Совета СССР от 24 марта 1945 года за мужество и отвагу, проявленные при форсировании реки Неман, захвате и удержании плацдарма на западном берегу реки, и умелое руководство батареей старшему лейтенанту Павлу Яковлевичу Трунову присвоено звание Героя Советского Союза с вручением ордена Ленина и медали «Золотая Звезда».
Участник исторического Парада Победы 24 июня 1945 года в Москве на Красной площади.
С 1946 года майор П. Я. Трунов — в запасе. С апреля 1946 года работал заместителем начальника лагеря военнопленных в городе Краматорске, затем старшим инженером центрального диспетчерского бюро, старшим диспетчером завода, начальником сектора производственного отдела Новокраматорского машиностроительного завода имени В. И. Ленина. Без отрыва от производства окончил в 1953 году вечерний университет марксизма-ленинизма, а в 1958 году заочное отделение Краматорского инженерно-строительного института.
С 1960 года был членом Краматорского горкома компартии Украины, а с 1967 по 1984 год — депутатом Краматорского городского Совета депутатов трудящихся. В августе 1984 года вышел на пенсию.
Жил в городе Краматорск Донецкой области Украины. Скончался 14 декабря 2002 года. Похоронен в Краматорске на Кимовском кладбище.
Награждён орденом Ленина, двумя орденами Отечественной войны 1-й степени, орденом Красной Звезды, украинским орденом Богдана Хмельницкого, медалями, знаком «Изобретатель СССР».
Почётный работник Новокраматорского машиностроительного завода имени В. И. Ленина. В городе Краматорске на доме, где жил Герой, установлена мемориальная доска.